# Spooks - Il bene supremo
Spooks - Il bene supremo (Spooks: The Greater Good) è un film del 2015 diretto da Bharat Nalluri.
Film di spionaggio che riprende la serie televisiva inglese Spooks (noto come MI-5 in alcuni paesi), trasmessa su BBC One dal 2002 al 2011. Jonathan Brackley e Sam Vincent hanno scritto la sceneggiatura, Peter Firth riprende il suo ruolo di Harry Pearce, che è apparso in tutte e dieci le stagione della serie. Tornano dalla serie TV anche Tim McInnerny nei panni di Oliver Mace, Lara Pulver nei panni di Erin Watts, Hugh Simon nei panni di Malcolm Wynn-Jones e Geoffrey Streatfeild come Calum Reed. Kit Harington e Jennifer Ehle recitano come nuovi personaggi nei ruoli principali.
Il film è stato distribuito l'8 maggio 2015. La durata del film è di 104 minuti. Ha ottenuto al botteghino un incasso di 5,3 milioni di sterline.

## Trama
Il film inizia con il direttore dell'MI5 Harry Pearce che è costretto a far liberare un noto terrorista, Adim Qasim, in quanto il suo gruppo ha in mano diversi ostaggi. Pearce, che verrà criticato per questa scelta, scompare misteriosamente. Per questo viene ingaggiato un suo ex allievo, Will Crombie, che dovrà trovare Pearce e scoprire cosa sta architettando.

## Produzione
Il film è stato annunciato ufficialmente il 1º novembre 2013. Jonathan Brackley e Sam Vincent, che hanno preso il posto di scrittori per gli ultimi due anni della serie televisiva di Spooks, hanno scritto la sceneggiatura.
Le riprese principali sono iniziate a marzo 2014 in varie località quali Berlino, Mosca, Isola di Man e Londra, così come i Pinewood Studios. Il trailer del film è stato pubblicato il 27 marzo 2015.